# Зигнематофіцієві
Зигнематофіцієві, кон'югати (Zygnematophyceae, Conjugatophyceae) — клас зелених водоростей. Містить три порядки — Spirogloeales, Zygnematales і Desmidiales.
Один із найчисленніших класів зелених водоростей: нараховує близько 10 000 видів. 
Кон'югати, разом із харофіцієвими водоростями, представляють фрагмопластну (стрептофітну) лінію еволюції зелених водоростей, яка дала початок вищим наземним рослинам.

## Будова
У видів класу відсутні монадні стадії. Статевий процес типу кон'югації.

## Поширення та середовище існування
До класу переважно належать мікроскопічні водорості з прісних водойм. Кілька видів кон'югат можна знайти у солоних водоймах та у ґрунтах та в аерофітоні.

## Класифікація
- Підклас Spirogloeophycidae Melkonian, Gontcharov & Marin
  - Порядок Spirogloeales Melkonian, Gontcharov & Marin
- Підклас Zygnematophycidae(інші мови) Melkonian, Gontcharov & Marin, 2019
  - Порядок Desmidiales C.E.Bessey
  - Порядок Zygnematales C.E.Bessey